# Justus Kainulainen
Justus Kainulainen (* 22. února 1999) je finský florbalista, mistr světa z roku 2024, dvojnásobný mistr Finska a nejlepší florbalista světa roku 2024. Ve finských nejvyšších soutěžích hraje od roku 2015.

## Klubová kariéra
Kainulainen s vrcholovým florbalem začínal v roce 2015 v klubu LASB, kde hrál i jeho starší bratr Rasmus. Hned v prvním ročníku postoupili do finské nejvyšší soutěže. Za klub odehrál v lize ještě další dvě sezóny než v roce 2018 přestoupil do Oilers.
Do nového týmu ho po roce následoval i bratr. V sezóně 2020/2021 postoupili s Oilers do finále. V ročníku 2023/2024 byl Kainulainen nejproduktivnějším hráčem play-off a dovedl tým po 18 letech k mistrovskému titulu. V rozhodujícím sedmém zápase finálové série vstřelil tři góly, z nichž poslední byl vítězný. V další sezóně titul obhájili. Kainulainen v posledním zápase pro zranění nehrál.

## Reprezentační kariéra
Kainulainen reprezentoval na Mistrovství světa do 19 let 2017, kde finský tým dovedl jako nejproduktivnější hráč turnaje k obhajobě mistrovského titulu. Ve finálovém zápase vstřelil čtyři góly a na další asistoval.
Za mužskou reprezentaci hrál poprvé na odloženém domácím Mistrovství světa 2020, kde Finsko neobhájilo mistrovský titul. Kainulainen sám ve finále dosáhl hattricku a byl zařazen do All Star týmu. Svůj první titul získal až na šampionátu v roce 2024, kde jako nejproduktivnější hráč týmu pomohl dvěma góly a asistencí otočit medailový zápas ze stavu 0 : 4.
| Umístění         | Soutěž                                            |
| ---------------- | ------------------------------------------------- |
| Zlatá medaile    | Mistrovství světa ve florbale do 19 let 2017      |
| Stříbrná medaile | Mistrovství světa ve florbale 2020 (All Star tým) |
| Stříbrná medaile | Florbal na Světových hrách 2022                   |
| Bronzová medaile | Mistrovství světa ve florbale 2022                |
| Zlatá medaile    | Mistrovství světa ve florbale 2024                |

## Ocenění
Za rok 2024 byl Kainulainen v Anketě Innebandymagazinet zvolen nejlepším hráčem světa.

## Galerie

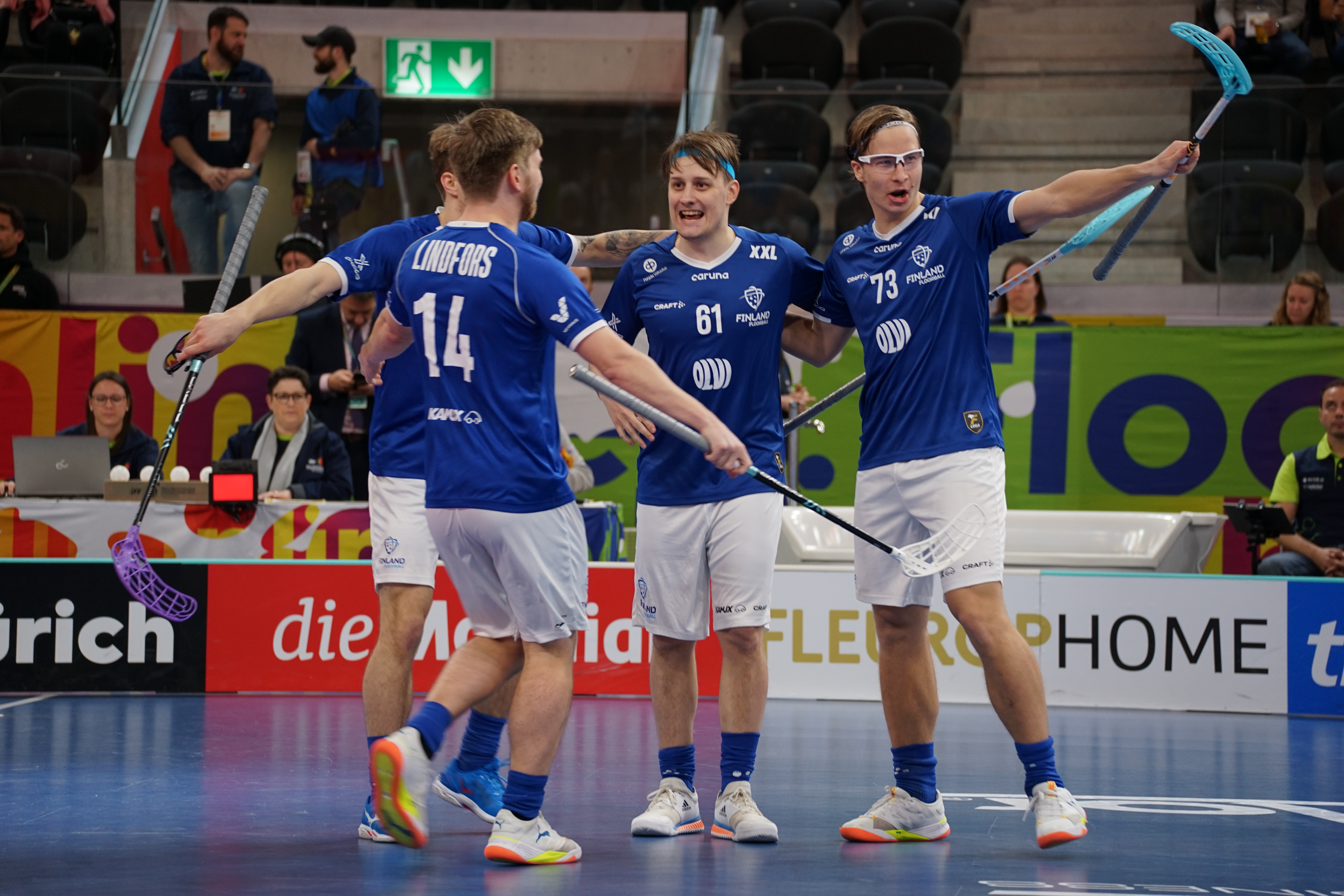
Kainulainen na Mistrovství světa 2022
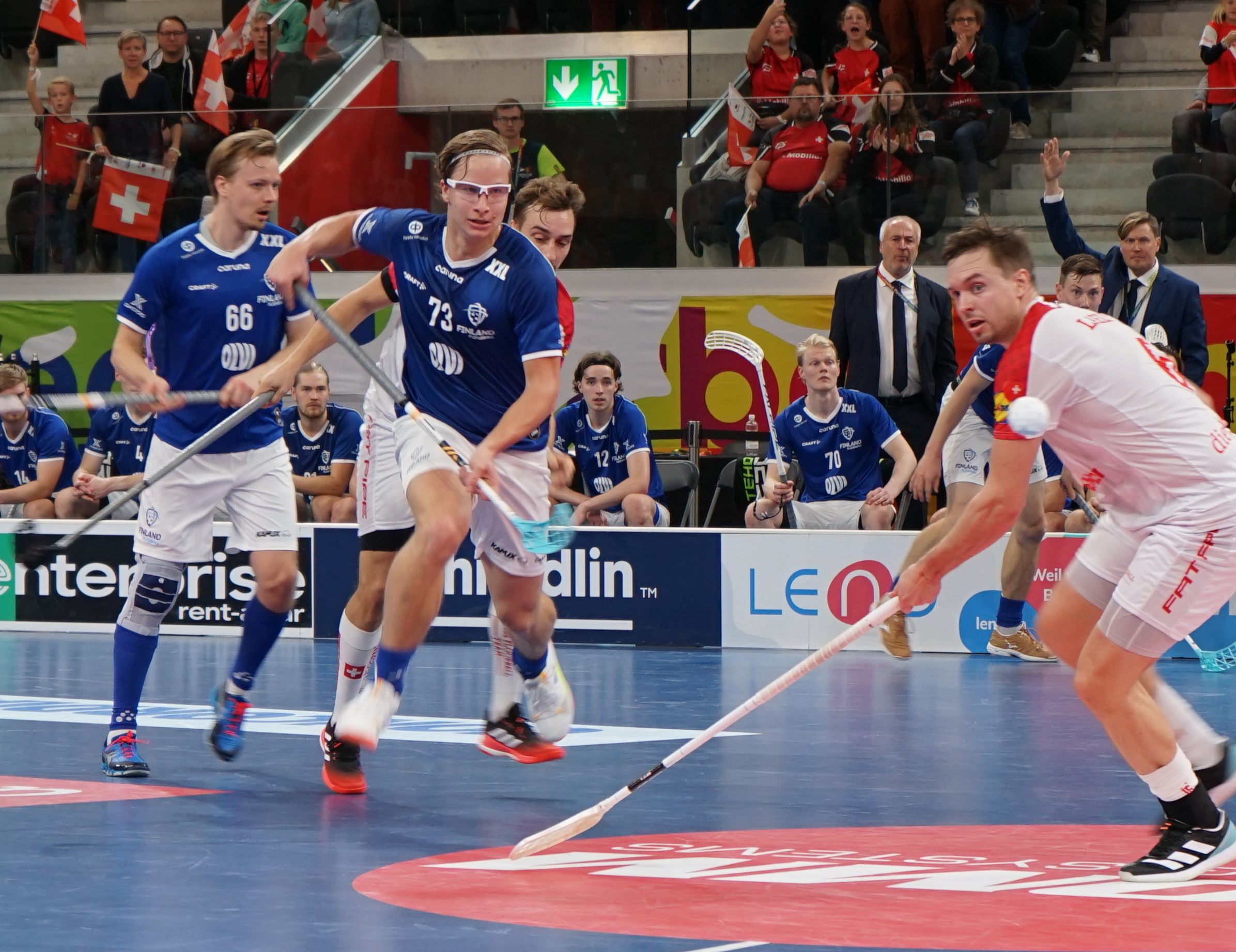
Kainulainen na Mistrovství světa 2022
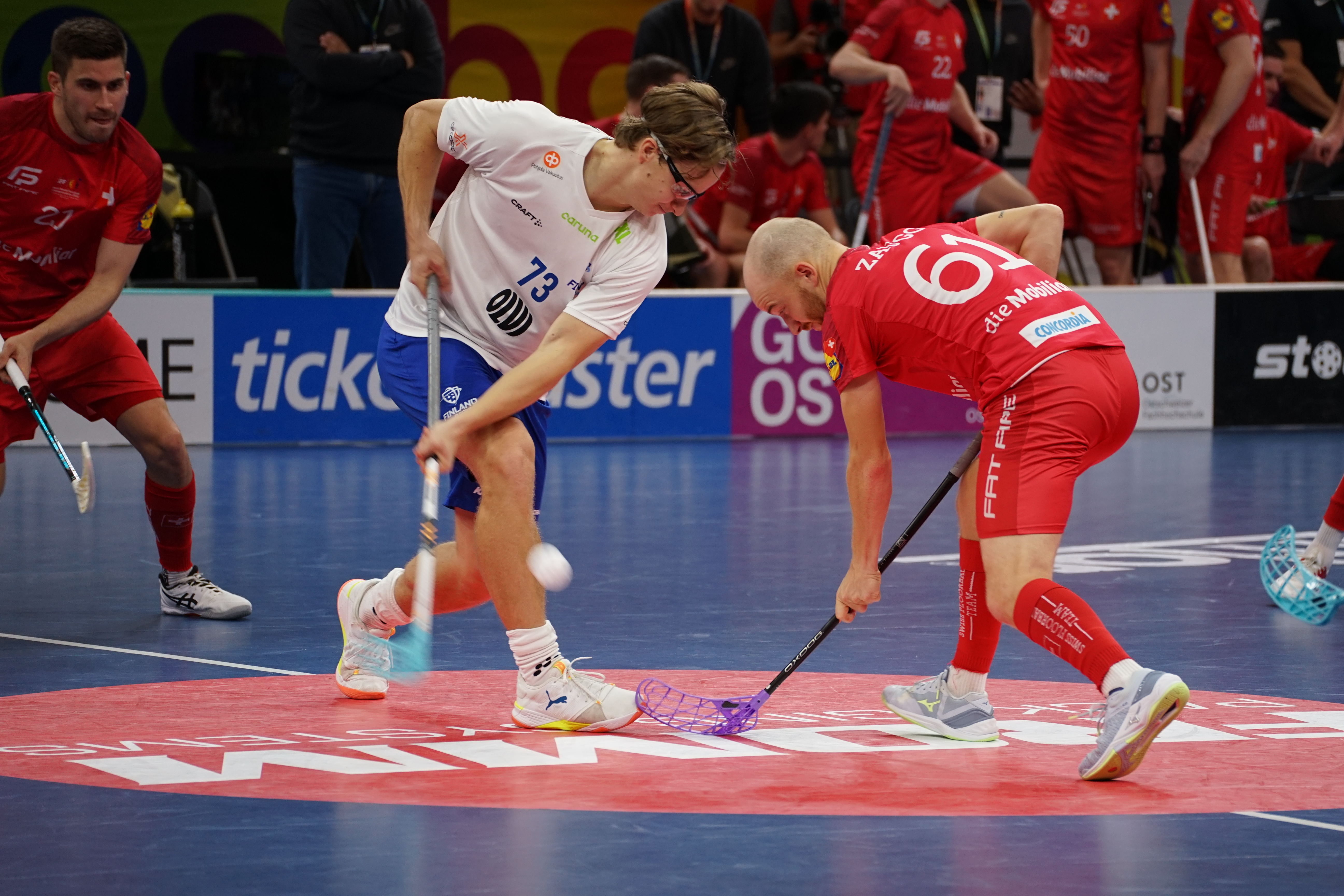
Kainulainen v zápase o bronz na Mistrovství světa 2022